# 安達臣大亞
安達臣大亞（集團）有限公司，簡稱安達臣大亞（集團），以及安達臣大亞（英語：Anderson Asia (Holdings) Limited）。此公司前身-大亞石業有限公司在1962年成立，其後在1964年，由經營大亞的嘉華集團主席呂志和和父親，以1.6億港元投得觀塘秀茂坪安達臣道石礦場。
業務在香港和中國內地經營石礦場地和生產及銷售混凝土。
1970年代，安達臣道二區石礦場亦開始採礦工作。
1972年8月，藍地石礦場開始採礦工作。
1977年，大亞石業於港交所主板上市，不足1年，開始與英資財團「安達臣石礦有限公司」合併，其後遭一名股東狂沽公司股份，壓降股價。其後呂志和引入當時上市公司和記黃埔有限公司（經改組後現時為長江和記實業有限公司），但已成為最大主要股東，呂志和需要出售股權，加上當時主席韋理受到指責下，在1982年辞去和黄的副主席与行政总裁职务。最後在1979年，李嘉誠向香港上海匯豐銀行有限公司購入當時控股和黃，把該公司私有化。與此同時，安達臣道石礦場改以合資公司形式營運（由安達臣大亞與嘉華建材合資成立「嘉安石礦有限公司」）。
1981-82年，安達臣大亞轄下的兩個石礦場改以合約規管，分別是石澳石礦場（2009年關閉）及藍地石礦場。
其後在1996年，被現時長江基建集團有限公司成為主要控股公司。在2004年，該公司和英國恆信（海德堡水泥旗下）旗下香港混凝土及石礦業務合併為友盟建築材料，各佔50%股權。

## 外部連結
- 長江基建集團網頁 （页面存档备份，存于）
- 友盟建築材料網頁 （页面存档备份，存于）